# Linia Kármán

Straturile atmosferei, cu roşu: linia Kármán.

Linia Kármán se află la o altitudine de 100 km (62. 1 mile) deasupra nivelului mării de pe Pământ, este frecvent utilizată pentru a defini granița dintre atmosfera Pământului și spațiul cosmic. Această definiție este acceptată de către Federația Internațională de Aeronautică (FAI), ca o setare standard internațională și de păstrare a evidențelor pentru aeronautică și astronautică. 
Denumirea vine de la Theodore von Kármán, (1881-1963), un inginer maghiaro-american și fizician, care a lucrat în domeniul aeronauticii și astronauticii. El a calculat primul la ce altitudine atmosfera Pământului devine prea subțire pentru vehiculele aeronautice, determinând astfel limita la care ele mai pot zbura. Totodată, la această altitudine, există o creștere bruscă a temperaturii atmosferice și o interacțiune cu radiația solară.